# Josimar Mosquera
Josimar Mosquera Angulo, né le 12 octobre 1982 à Caucasia (Colombie), est un footballeur international colombien, qui évolue au poste de défenseur.

## Biographie
Mosquera reçoit deux sélections avec l'équipe de Colombie en 2008 et 2009. Il s'agit de deux rencontres jouées face au Venezuela, dont une rentrant dans le cadre des éliminatoires du mondial 2010.
Il joue 63 matchs en première division argentine, principalement avec les clubs de l'Estudiantes de La Plata et de l'Arsenal de Sarandi, inscrivant 3 buts.
Il joue également 8 matchs en Copa Libertadores et 13 en Copa Sudamericana, sans oublier une rencontre en Recopa Sudamericana. En Copa Sudamericana, il inscrit deux buts avec l'Arsenal de Sarandi : le premier, contre le club de San Lorenzo de Almagro en septembre 2007, et le second contre l'équipe hondurienne de Motagua en août 2008. Il remporte cette compétition en 2007.

## Palmarès
- Vainqueur de la Copa Sudamericana en 2007 avec l'Arsenal de Sarandi
- Champion d'Argentine en 2006 (Tournoi d'Ouverture) avec l'Estudiantes de La Plata